# Chailland
 Chailland  es una población y comuna francesa, en la región de Países del Loira, departamento de Mayenne, en el distrito de Laval y cantón de Chailland.

## Demografía
| 1280 | 1117 | 1073 | 1069 | 1067 | 1136 |
| Para los censos de 1962 a 1999 la población legal corresponde a la población sin duplicidades (Fuente: INSEE [Consultar]) |      |      |      |      |      |